# Ahmed Khalil (football, 1994)
Pour les articles homonymes, voir Ahmed Khalil et Khalil.
Ahmed Khalil, né le 21 décembre 1994 à Kairouan, est un footballeur tunisien évoluant au poste de milieu de terrain. Il est le fils de Mohamed Khalil, ancien footballeur international (neuf sélections).

## Biographie

### En club
Il participe à la Ligue des champions d'Afrique avec le Club africain.

### En équipe nationale
Avec l'équipe olympique, il participe à la coupe d'Afrique des nations des moins de 23 ans 2015 organisée au Sénégal.
Il reçoit sa première sélection en équipe de Tunisie le 26 janvier 2016, contre le Niger. Ce match rentre dans le cadre du championnat d'Afrique 2016.

## Clubs
- 2013-juillet 2014 : Jeunesse sportive kairouanaise (Tunisie)
- juillet 2014-septembre 2021 : Club africain (Tunisie)
- décembre 2021-juillet 2025 : Club africain (Tunisie)

## Palmarès
- Championnat de Tunisie (1) : 2015
- Coupe de Tunisie (2) : 2017, 2018